# Siemionowka (rejon lgowski)
Siemionowka (ros. Семёновка) – wieś (ros. деревня, trb. dieriewnia) w zachodniej Rosji, w sielsowiecie wyszniedieriewienskim rejonu lgowskiego w obwodzie kurskim.

## Geografia
Miejscowość położona jest nad rzeką Małaja Łoknia (lewy dopływ Łokni w dorzeczu Sudży), 14,5 km od centrum administracyjnego sielsowietu (Wysznije Dieriewieńki), 24,5 km na południe od centrum administracyjnego rejonu (Lgow), 73 km na południowy zachód od Kurska.
We wsi znajduje się 38 posesji.
Klimat
Miejscowość, jak i cały rejon, znajduje się w strefie klimatu kontynentalnego z łagodnym ciepłym latem i równomiernie rozłożonymi opadami rocznymi (Dfb w klasyfikacji klimatów Köppena).

## Demografia
W 2010 r. wieś zamieszkiwało 61 osób.